# Megan Boone
Megan Boone (født 29. april 1983) er en amerikansk skuespillerinde. Hun er mest kendt for sin rolle som FBI profileringsekspert Elizabeth Keen i NBC's drama-serie The Blacklist. Derudover er hun kendt for sin roller i Law & Order: LA og Blue Bloods, samt filmen Step Up Revolution (2012).

## Tidlige liv og uddannelse
Boone blev født Petoskey, Michigan men voksede op i The Villages, Florida. Boone var interesseret i skuespil som helt lille, hvorfor hun studeret drama/skuespil på Belleview High School, hvor hun dimitterede i 2001. I 2005 dimitterede hun fra School of Theatre på Florida State University med en bachelor indenfor skuespil.

## Personlige liv
I november 2015 afslørede Boone, at hende og hendes partner Dan Estabrook skulle være forældre for første gang. Tre måneder senere i januar 2016 afslørede Boone at hun var blevet forlovet med Estabrook, samt at kønnet på det kommende barn var en pige. I april 2016 fødte Boone datteren Caroline.

## Filmografi

### Film
| År   | Titel                                | Rolle          |
| ---- | ------------------------------------ | -------------- |
| 2001 | Elijah                               | Abigail        |
| 2007 | The Mustachioed Bandit Meets His End | Kate           |
| 2009 | My Bloody Valentine 3D               | Megan          |
| 2010 | The Myth of the American Sleepover   | Kerri Sullivan |
| 2010 | Eggshells for Soil                   | Teacher        |
| 2010 | Sex and the City 2                   | Allie          |
| 2012 | Step Up Revolution                   | Claire Asa     |
| 2012 | About Cherry                         | Jake           |
| 2012 | Leave Me Like You Found Me           | Erin           |
| 2013 | Welcome to the Jungle                | Lisa           |
| 2013 | Family Games                         | Sloane         |

### TV
| År        | Titel                         | Rolle                                         | Note                         |
| --------- | ----------------------------- | --------------------------------------------- | ---------------------------- |
| 2008      | The Cleaner                   | Rae                                           | Episode: "Five Little Words" |
| 2008      | Cold Case                     | Helen McCormick '60                           | Episode: "Wings"             |
| 2010      | Harvard Medical School        | Nell Larson                                   | Unsold TV pilot              |
| 2010      | HMS: White Coat               | Nell Larson                                   | Television film              |
| 2010–2011 | Law & Order: LA               | DDA Lauren Stanton                            | 7 episodes                   |
| 2013      | Blue Bloods                   | Detective Candice McElroy                     | 2 episodes                   |
| 2013-     | The Blacklist                 | Elizabeth Keen                                | 140 episodes                 |
| 2014      | Robot Chicken                 | Hannah Horvath / Kelly Garrett / Zira / Angie | 2 episodes                   |
| 2017      | The Blacklist: The Redemption | Elizabeth Keen                                | 2 episodes                   |